# وزارة صالح جبر
وزارة صالح جبر هي الحكومة العراقية الثامنة والثلاثون، خلفت هذه الوزارة وزارة نوري السعيد التاسعة.
تشكلت الوزارة في 29 آذار 1947، واستمرت إلى 27 كانون الثاني 1948، وتشكلت بعدها وزارة محمد الصدر.

## التشكيلة الوزارية
تكونت الوزارة من الوزراء أدناه:
- رئيس الوزراء: صالح جبر
- وزير الداخلية: شغل رئيس الوزراء صالح جبر هذا المنصب بالوكالة حتى تعيين توفيق النائب في 5 كانون الثاني 1948
- وزير الدفاع: شاكر الوادي
- وزير الخارجية: فاضل الجمالي
- وزير المالية: يوسف غنيمة
- وزير التموين: عبد الإله حافظ
- وزير العدلية: جمال رشيد بابان، وكذلك وزير الاقتصاد
- وزير الأشغال والمواصلات: ضياء جعفر
- وزير المعارف: توفيق وهبي
- وزير الشؤون الاجتماعية: جميل عبد الوهاب